# 安德魯·巴席雅格
安德魯·巴席雅格（英語：Andrew D. Basiago，1961年9月18日—）是一名美國律師，自稱曾參與過政府的秘密實驗。曾在2016年競選美國總統。

## 生平
曾就讀加州大學洛杉磯分校（1980年至1984年）和劍橋大學。後在華盛頓州從事律師行業。
自2004年起，巴席雅格一再地宣稱自己早年曾參與過政府的秘密計畫，並於2008年發布論文〈發現火星生命〉。他聲稱自己在7歲到12歲間加入國防高等研究計劃署底下的「飛馬計畫」，參與過時光旅行實驗（巴席雅格稱其技術基於尼古拉·特斯拉的發明），包括穿梭到1863年林肯蓋茲堡演說的現場；而後在就讀大學時，又加入另一項中情局的秘密計畫，多次穿梭到火星。星際政治學家阿弗雷·韋伯認可了巴席雅格的主張。
巴席雅格還聲稱巴拉克·歐巴馬在19歲時也是火星穿梭計畫的參與者。2012年1月3日，美國國安會發言人湯米·費艾托否認了「歐巴馬去過火星」的指稱。
巴席雅格在2009年成立了火星異常現象研究協會（Mars Anomaly Research Society），並擔任總裁。
2016年，巴席雅格作為獨立候選人參選美國總統。他主張的政策包括改造美國的電網、禁止化學尾跡、解密被隱匿的科技等。